# Blow the House Down
Blow the House Down is een nummer van de Britse band Living in a Box uit 1989. Het is de eerste single van hun tweede studioalbum Catecrashing.
"Blow the House Down" was de eerste single van Living in a Box na een jaar pauze. Het is een vrolijk, uptempo nummer met een solo van Queen-gitarist Brian May. De plaat werd een hit in West- en Noord-Europa. Zo bereikte het de 10e positie in het Verenigd Koninkrijk. In de Nederlandse Top 40 kwam het nummer een plek lager, en in de Vlaamse Radio 2 Top 30 nog een plek lager.

## Tracklijst
7"-single
1. "Blow the House Down" - 4:14
2. "Dance the Mayonnaise" - 3:28